# العلاقات البنمية الكازاخستانية
العلاقات البنمية الكازاخستانية هي العلاقات الثنائية التي تجمع بين بنما وكازاخستان.

## مقارنة بين البلدين
هذه مقارنة عامة ومرجعية للدولتين:
| وجه المقارنة                                              | بنما                      | كازاخستان                      |
| --------------------------------------------------------- | ------------------------- | ------------------------------ |
| المساحة (كم2)                                             | 74.18 ألف                 | 2.72 مليون                     |
| عدد السكان (نسمة)                                         | 4.10 مليون                | 17.95 مليون                    |
| الكثافة السكانية (ن./كم²)                                 | 55.27                     | 6.6                            |
| العاصمة                                                   | بنما                      | نور سلطان                      |
| اللغة الرسمية                                             | اللغة الإسبانية           | اللغة القازاقية، اللغة الروسية |
| العملة                                                    | بالبوا بنمي، دولار أمريكي | تينغ كازاخستاني                |
| الناتج المحلي الإجمالي (بليون دولار)                      | 61.84 مليار               | 159.41 مليار                   |
| الناتج المحلي الإجمالي (تعادل القوة الشرائية) بليون دولار | 87.37 مليار               | 439.39 مليار                   |
| الناتج المحلي الإجمالي الاسمي للفرد دولار أمريكي          | 13.27 ألف                 | 10.51 ألف                      |
| الناتج المحلي الإجمالي للفرد دولار أمريكي                 | 20.89 ألف                 | 24.23 ألف                      |
| مؤشر التنمية البشرية                                      | 0.780                     | 0.788                          |
| رمز المكالمات الدولي                                      | +507                      | +7                             |
| رمز الإنترنت                                              | .pa                       | .kz، .қаз ‏                     |
| المنطقة الزمنية                                           | 00                        | ت ع م+05:00، ت ع م+06:00       |

## منظمات دولية مشتركة
يشترك البلدان في عضوية مجموعة من المنظمات الدولية، منها:
| علم المنظمة | اسم المنظمة                               | تاريخ انضمام بنما | تاريخ انضمام كازاخستان |
| ----------- | ----------------------------------------- | ----------------- | ---------------------- |
|             | يونسكو                                    | 10 يناير 1950     | 22 مايو 1992           |
|             | الفريق المعني برصد الأرض                  | ?                 | ?                      |
|             | مؤسسة التمويل الدولية                     | 20 يوليو 1956     | 30 سبتمبر 1993         |
|             | المركز الدولي لتسوية المنازعات الاستشارية | 8 مايو 1996       | 21 أكتوبر 2000         |
|             | منظمة حظر الأسلحة الكيميائية              | ?                 | ?                      |
|             | مؤسسة التنمية الدولية                     | 1 سبتمبر 1961     | 23 يوليو 1992          |
|             | وكالة ضمان الاستثمار متعدد الأطراف        | 21 فبراير 1997    | 12 أغسطس 1993          |
|             | الاتحاد البريدي العالمي                   | ?                 | ?                      |
|             | منظمة الشرطة الجنائية الدولية             | ?                 | ?                      |
|             | الأمم المتحدة                             | 13 نوفمبر 1945    | 2 مارس 1992            |
|             | الاتحاد الدولي للاتصالات                  | 14 يوليو 1914     | 23 فبراير 1993         |
|             | البنك الدولي للإنشاء والتعمير             | 14 مارس 1946      | 23 يوليو 1992          |

## وصلات خارجية
- موقع وزارة الخارجية البنمية
- موقع وزارة الخارجية الكازاخستانية